# 통일의 날
통일의 날(베트남어: Ngày Thống nhất 응아이 통녓[*]), 전승일(베트남어: Ngày Chiến thắng 응아이 찌엔탕[*]), 또는 남부 해방일(베트남어: Ngày Giải phóng miền Nam 응아이 자이퐁 미엔남[*])은 매년 4월 30일, 1975년 4월 30일에 베트남 전쟁에서 사이공 함락을 계기로 베트남 민주 공화국(북베트남)과 남베트남 민족해방전선이 베트남 공화국(남베트남)을 멸망시키고 통일한 것을 기념하는 베트남의 국경일이다. 

## 갤러리

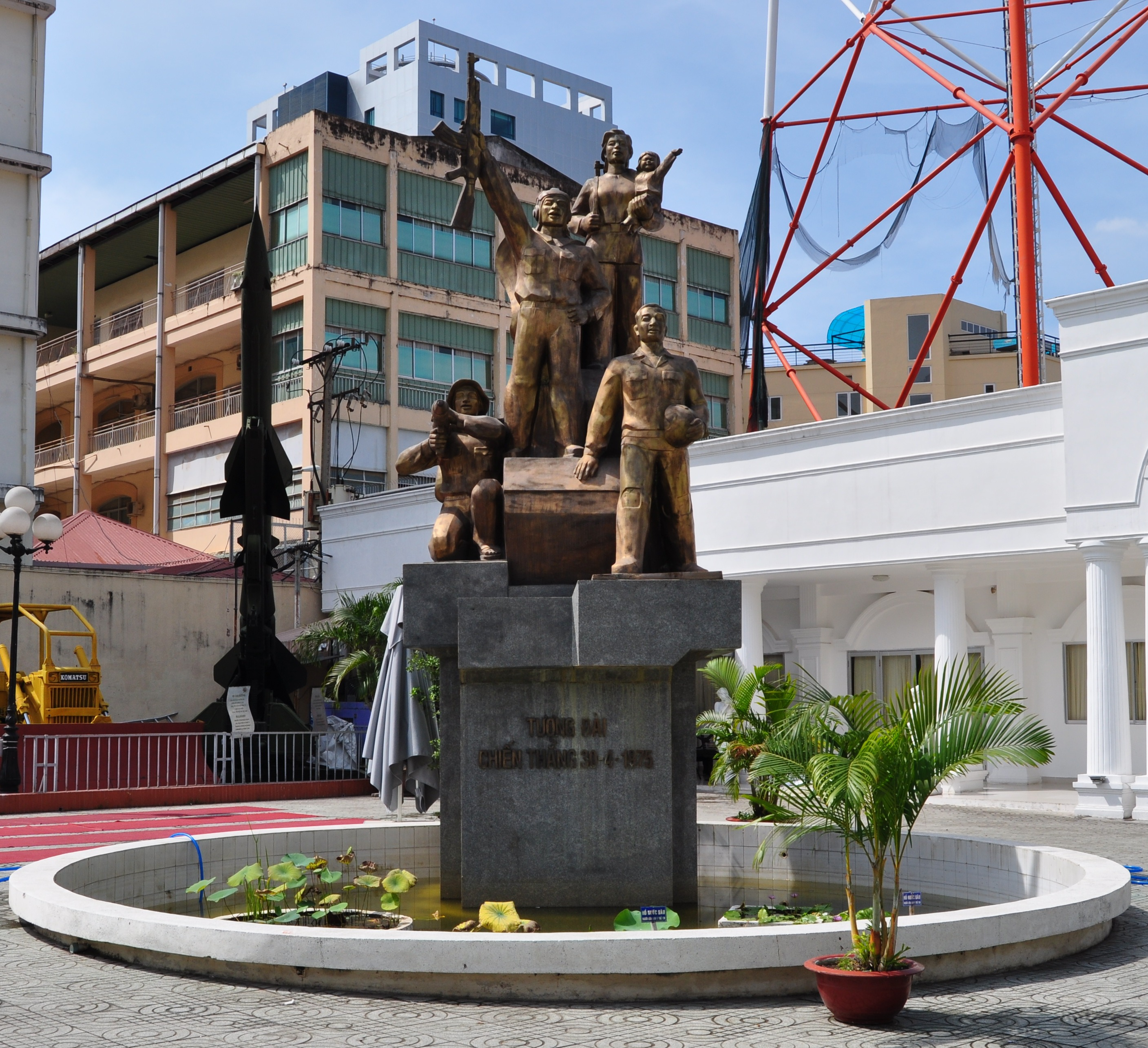
호치민시 박물관에 위치한 "1975년 4월 30일 전승"을 기념하는 동상.
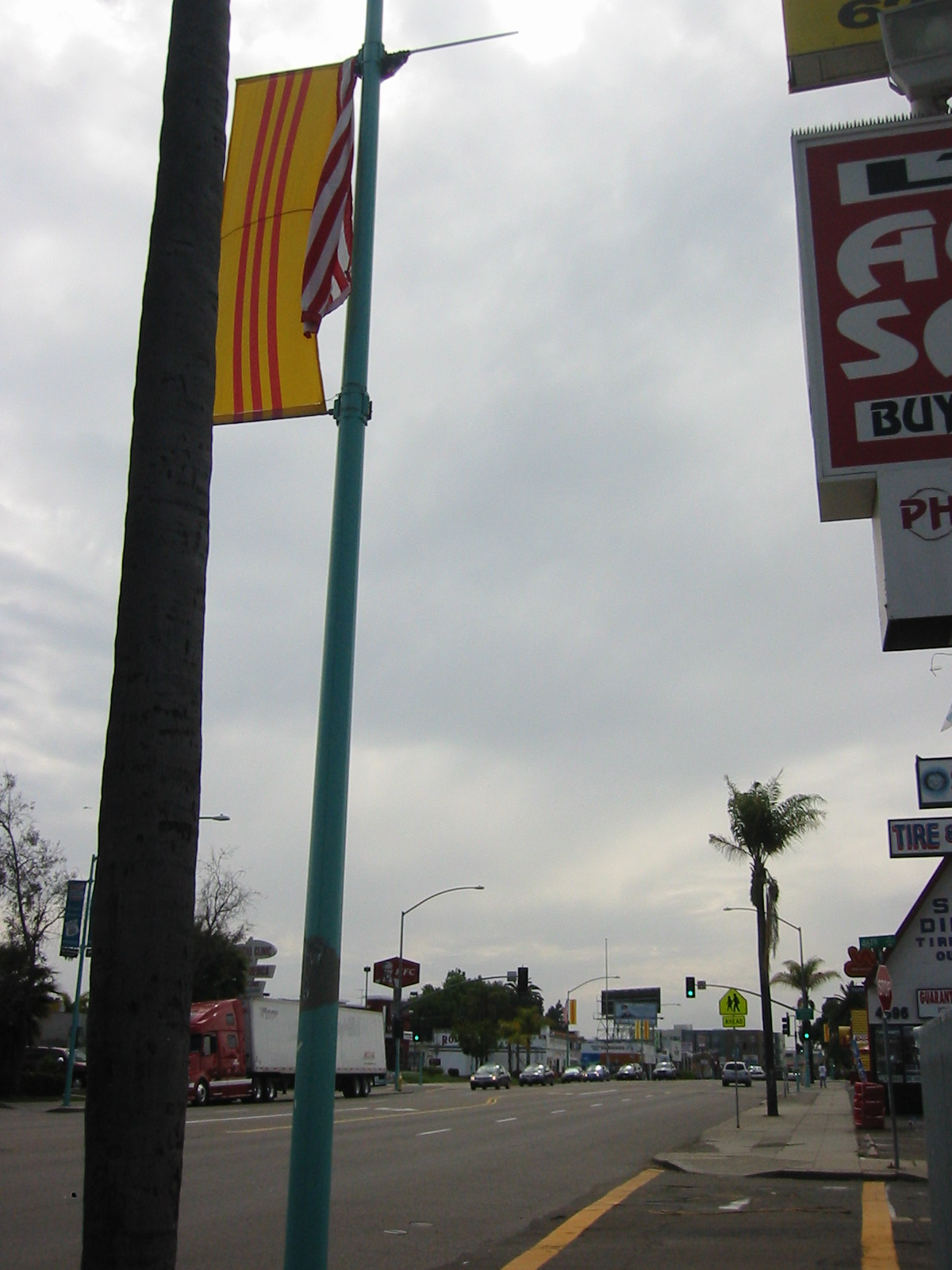
미국 캘리포니아주 산디에고의 El Cajon Blvd에 "검은 4월"을 기념하며 거리에 걸린 베트남 공화국 국기의 모습.
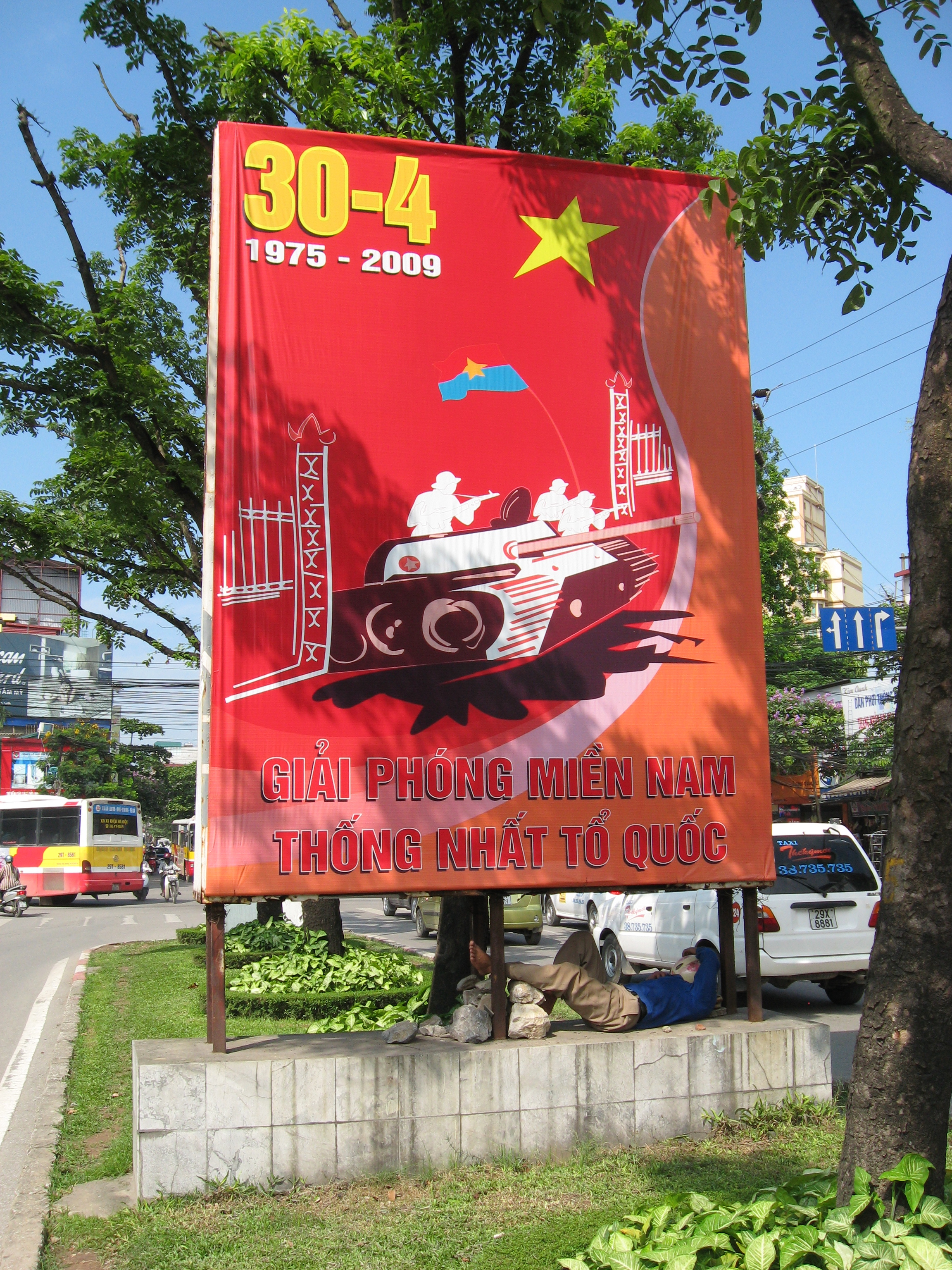
2009년 하노이시에 걸린 플랫카드. 1975년 4월 30일, 베트콩이 사이공시에 위치한 독립궁으로 돌진하는 모습을 묘사했다.

## 같이 보기
- 제네바 회담 (1954년)
- 승리의 날